# ایوان ایوانوف باگریانوف
ایوان ایوانوف باگریانوف (بلغاری: Иван Иванов Багрянов؛ ۲۹ اکتبر ۱۸۹۱ – ۱ فوریهٔ ۱۹۴۵) یک سیاست‌مدار اهل بلغارستان بود. 